# عباس إبراهيم (سياسي)
عباس إبراهيم هو سياسي مالديفي، ولد في 13 أغسطس 1941 في ماليه في المالديف.